# Bene ma non benissimo (film)
Bene ma non benissimo è un film italiano del 2018 diretto da Francesco Mandelli.
La pellicola è stata presentata il 25 ottobre 2018 nella sezione Alice nelle città della Festa del Cinema di Roma.

## Trama
Candida è una quindicenne di Terrasini, comune del palermitano, che vive insieme al padre Salvo, salumiere, da quando è morta sua madre. Quando Salvo perde il lavoro perché la salumeria è stata assorbita da un centro commerciale che non intende assumere cinquantenni, padre e figlia partono alla volta di Torino, dove uno zio di Candida, Vito, fornisce loro un incarico presso una pizzeria e un alloggio nel magazzino del ristorante. Candida deve confrontarsi con il dispiacere di avere lasciato la sua città natale dove riposa la madre, e deve integrarsi nella scuola torinese dove ad aspettarla c'è un trio di bulli pronti a prenderla di mira: Ossani, Niccolò e Cosimo. La sua fisicità e il marcato accento meridionale la rendono da subito oggetto di facile bullismo, così come capita al suo compagno di banco Jacopo, un ragazzino ricco e introverso. Ma grazie alla forza, alla positività e alla battuta sempre pronta di Candida, le cose cambiano e sarà proprio Candida a far uscire Jacopo dal suo isolamento, facendogli scoprire che va tutto bene, anche quando non va benissimo.

## Produzione
Le riprese si sono svolte a Torino tra aprile e maggio 2018.

## Distribuzione
Il film è stato distribuito nelle sale cinematografiche italiane da Europictures a partire dal 4 aprile 2019.